# Натан Бернс
Натан Бернс (англ. Nathan Burns, нар. 7 травня 1988) — австралійський футболіст, нападник клубу «Токіо».
Виступав, зокрема, за клуб АЕК, а також національну збірну Австралії.
Володар Кубка Греції. 

## Клубна кар'єра
Народився 7 травня 1988 року. Вихованець футбольних шкіл Інституту Спорту штату Новий Південний Уельс, клубу «Параматта Іглс» та Австралійського Інституту Спорту.

### Аделаїда Юнайтед
Після декількох виходів на заміну в клубі «Аделаїда Юнайтед», Бернс нарешті отримав можливість вийти в стартовому складі проти «Сіднея» та відзначився дебютним голом за клуб у цьому програному з рахунком 1:4 поєдинку. 21 січня 2007 року Бернс відзначився першим в історії хет-триком «Аделаїди Юнайтед» в матчі проти «Сентрал-Кост Марінерс», така результативність допомогла «Аделаїді» фінішувати на другому місці в турнірній таблиці другого розіграшу А-Ліги. В австралійському клубі провів два сезони, зіграв 35 матчів.
Після успішного сезону в складі «Аделаїди Юнайтед», чемпіон Норвегії ФК «Бранн» запросив Натана на 10-денний перегляд, де він міг тренуватися з партнером по національній збірній, Майклом Твайтом. 

### АЕК (Афіни)

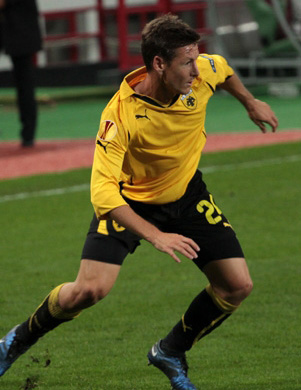
Натан Бернс у футболці клубу АЕК (Афіни) в 2011 році

10 червня 2008 року підписав 4-річний контракт з клубом АЕК (Афіни). Він обрав собі номер 24 на футболці.
28 лютого 2009 року дебютував у грецькій Суперлізі, вийшовши на заміну на 65-ій хвилині поєдинку проти «Шкоди Ксанті» на Олімпійському стадіоні імені Спіроса Луіса в Афінах. Бернс став автором переможного голу в фінальному поєдинку Сіднейського Футбольного Фестиваля 2010 року. Першим голом відзначився 27 лютого 2011 року в переможному (2:1) виїзному поєдинку у воротах «Ерготеліса». Відіграв за афінський клуб наступні чотири сезони своєї ігрової кар'єри.
В серпні 2009 року відправився в річну оренду до клубу «Керкіра» з Бета Етніки.
Незважаючи на те, що він перейшов з Австралії як молодий перспективний гравець, свій потенціал в повній мірі Натан так і не розкрив. 19 січня 2012 року його контракт з АЕКом завершився.

### Інчхон Юнайтед
26 січня 2012 року приєднався до корейського клубу «Інчхон Юнайтед».
З 25 липня 2013 року по 11 січня 2014 року на правах оренди виступав у австралійському клубі «Ньюкасл Юнайтед Джетс», зігравши 12 матчів та відзначився двома голами. 

### Веллінгтон Фенікс
25 червня 2014 року було оголошено, що Натан Бернс підписав 2-річний контракт з представником А-Ліги, новозеландським «Веллінгтон Фенікс», гравець мав розпочати свої виступи за новозеландців з сезону 2014/15 років. 18 жовтня 2014 року відзначився за клуб дебютним голом проти «Сентрал-Кост Марінерс». Бернс увійшов до історії клубу тим, що відзначився хет-триком у матчі 8-го туру національного чемпіонату проти «Мельбурн Сіті» (перемога з рахунком 5:1). 6 грудня відзначився 8-им голом за сезон, у матчі чемпіонату проти «Ньюкасл Джетс» на стадіоні «Гантер». 21 грудня відзначився дублем у переможному (2:0) поєдинку національного емпіонату проти «Сіднея», завдяки цьому став гравцем, який найшвидше в історії А-Ліги перетнув показник 10 забитих м'ячів протягом одного сезону. Після цього до Нової Зеландії не повернувся, оскільки отримав виклик від збірної Австралії для участі в Кубок Азії.

### ФК «Токіо»
До складу клубу «Токіо» приєднався 2015 року. Відтоді встиг відіграти за токійську команду 26 матчів в національному чемпіонаті.

## Виступи за збірні

### Молодіжні
2004 року дебютував у складі юнацької збірної Австралії, взяв участь у 6 іграх на юнацькому рівні, відзначившись 3 забитими голами. Був учасником Чемпіонату світу серед юнацьких команд 2005 року в Перу.
Протягом 2006–2008 років залучався до складу молодіжної збірної Австралії. На молодіжному рівні зіграв у 23 офіційних матчах, забив 6 голів. Першим голом за австралійську молодіжку відзначився в переможному (3:1) матчі проти Таїланду на молодіжному Кубку АФК.

### Головна
30 червня 2007 року дебютував у складі національної збірної Австралії в переможному (3:0) матчі проти Сінгапуру. 
Бернс вийшов на заміну в першому матчі Кубку Азії АФК в 2015 році проти Кувейту в Мельбурні, й двічі не реалізував гольові моменти, спочатку м'яч після його удару влучив у поперечину, а потім воротар суперників здійснив блискучий сейв. Наразі провів у формі головної команди країни 24 матчі, забивши 3 голи.
17 січня 2015 року, Бернс вперше з 2011 року вийшов у стартовому складі Соккерус, коли вийшов на поле в футболці збірної Австралії у заключному матчі групового етапу Кубку Азії 2015 проти збірної Південної Кореї.
3 вересня 2015 року, через 8 років після свого дебюту в збірній, відзначився першим голом у складі австралійців у переможному (5:0) матчі другого раунду кваліфікації Чемпіонату світу 2018 року проти Бангладешу.
У складі збірної був учасником кубка Азії з футболу 2011 року у Катарі, де разом з командою здобув «срібло», кубка Азії з футболу 2015 року в Австралії.

## Статистика виступів

### Клубна
Станом на 3 листопада 2016
| Клуб              | Сезон                 | Дивізіон              | Чемпіонат | Чемпіонат | Кубок | Кубок | Континентальні | Континентальні | Загалом | Загалом |
| Клуб              | Сезон                 | Дивізіон              | Матчі     | Голи      | Матчі | Голи  | Матчі          | Голи           | Матчі   | Голи    |
| ----------------- | --------------------- | --------------------- | --------- | --------- | ----- | ----- | -------------- | -------------- | ------- | ------- |
| Аделаїда Юнайтед  | 2006–07               | A-Ліга                | 21        | 6         | 3     | 2     | 5              | 1              | 29      | 9       |
| Аделаїда Юнайтед  | 2007–08               | A-Ліга                | 14        | 3         | 4     | 1     | 4              | 0              | 22      | 4       |
| Аделаїда Юнайтед  | Загалом в «Аделаїді»  | Загалом в «Аделаїді»  | 35        | 9         | 7     | 3     | 9              | 1              | 51      | 13      |
| АЕК (Афіни)       | 2008–09               | Суперліга             | 5         | 0         | 0     | 0     | 0              | 0              | 5       | 0       |
| АЕК (Афіни)       | 2010–11               | Суперліга             | 17        | 1         | 2     | 0     | 5              | 0              | 24      | 1       |
| АЕК (Афіни)       | 2011–12               | Суперліга             | 3         | 0         | 0     | 0     | 4              | 1              | 7       | 1       |
| АЕК (Афіни)       | Загалом в АЕКу        | Загалом в АЕКу        | 25        | 1         | 2     | 0     | 10             | 1              | 37      | 2       |
| Керкіра (оренда)  | 2009–10               | Бета Етнікі           | 31        | 8         | 2     | 0     | 0              | 0              | 33      | 8       |
| Керкіра (оренда)  | Загалом у Керкірі     | Загалом у Керкірі     | 31        | 8         | 2     | 0     | 0              | 0              | 33      | 8       |
| Інчхон Юнайтед    | 2012                  | К-Ліга                | 3         | 0         | 0     | 0     | 0              | 0              | 3       | 0       |
| Інчхон Юнайтед    | 2013                  | К-Ліга                | 0         | 0         | 0     | 0     | 0              | 0              | 0       | 0       |
| Інчхон Юнайтед    | Загалом в Інчхоні     | Загалом в Інчхоні     | 3         | 0         | 0     | 0     | 0              | 0              | 3       | 0       |
| Ньюкасл Джетс     | 2013–14               | A-Ліга                | 12        | 2         | 0     | 0     | 0              | 0              | 12      | 2       |
| Ньюкасл Джетс     | Загалом у Ньюкаслі    | Загалом у Ньюкаслі    | 12        | 2         | 0     | 0     | 0              | 0              | 12      | 2       |
| Веллінгтон Фенікс | 2014–15               | A-Ліга                | 24        | 13        | 0     | 0     | 0              | 0              | 24      | 13      |
| Веллінгтон Фенікс | Загалом у Веллінгтоні | Загалом у Веллінгтоні | 24        | 13        | 0     | 0     | 0              | 0              | 24      | 13      |
| Токіо             | 2015                  | Джей-ліга             | 10        | 2         | 1     | 0     | 0              | 0              | 11      | 2       |
| Токіо             | 2016                  | Джей-ліга             | 16        | 1         | 2     | 0     | 5              | 1              | 23      | 2       |
| Токіо             | Загалом у токіо       | Загалом у токіо       | 26        | 3         | 3     | 0     | 5              | 1              | 34      | 4       |
| Усього за кар'єру | Усього за кар'єру     | Усього за кар'єру     | 156       | 36        | 14    | 3     | 24             | 3              | 194     | 42      |

### Матчі за збірну
| національна збірна Австралії | національна збірна Австралії | національна збірна Австралії |
| Рік                          | Матчі                        | Голи                         |
| ---------------------------- | ---------------------------- | ---------------------------- |
| 2007                         | 1                            | 0                            |
| 2008                         | 1                            | 0                            |
| 2010                         | 2                            | 0                            |
| 2011                         | 3                            | 0                            |
| 2012                         | 1                            | 0                            |
| 2015                         | 10                           | 1                            |
| 2016                         | 6                            | 2                            |
| Total                        | 24                           | 3                            |

### Голи за збірну
Станом на 24 березня 2016
Scores and results list Australia's goal tally first.
| Но. | Дата            | Місце                              | Суперник    | Рахунок | Результат | Змагання    |
| --- | --------------- | ---------------------------------- | ----------- | ------- | --------- | ----------- |
| 1.  | 3 вересня 2015  | Перт Овал, Перт, Австралія         | Бангладеш   | 4–0     | 5–0       | кв. ЧС 2018 |
| 2.  | 24 березня 2016 | Аделаїда Овал, Аделаїда, Австралія | Таджикистан | 4–0     | 7–0       | кв. ЧС 2018 |
| 3.  | 24 березня 2016 | Аделаїда Овал, Аделаїда, Австралія | Таджикистан | 7–0     | 7–0       | кв. ЧС 2018 |

## Титули і досягнення

### Клубні
- Кубок Греції (АЕК):
  -  Володар (1): 2010/11

### У збірній
- Кубок Азії
  -  Володар (1): 2015
  -  Фіналіст (1): 2011
- Переможець Юнацького чемпіонату ОФК: 2005

### Індивідуальні
- Rising Star Award: 2006/07
- Гравець року в клубі «Веллінгтон Фенікс»: 2014/15
- Медаль Джоні Уорена: 2014/15[13]
- Команда сезону A-Ліги: 2014/15[13]